# Austrogammarus australis
Austrogammarus australis је животињска врста класе Crustacea која припада реду Amphipoda. 

## Угроженост
Ова врста је наведена као изумрла, што значи да нису познати живи примерци.

## Распрострањење
Ареал врсте је био ограничен на једну државу. 
Аустралија је била једино познато природно станиште врсте.

## Станиште
Ранија станишта врсте су била слатководна подручја. 